# 高沐
高沐（?—?），唐朝官员，出自渤海高氏。父亲高凭，在宣武军节度使李灵曜属下，知曹州事。李灵曜作乱，高凭暗中派人上奏贼情，被任命为曹州刺史。不久，李正己攻克曹州、濮州，高凭不能自通朝廷，数年去世。
高沐贞元年间进士及第。以家族在郓州，李师古任命为判官。几年后，李师道擅自袭任，谋划不顺，高沐与郭昈、李公度等人，引古今成败的例子劝说李师道，将近一千字。其判官李文会、孔目官林英，都被李师道信用，他们在李师道面前说：“我等诚心忧虑尚书家事，反被高沐等人所嫉。尚书为什么不珍惜十二州之城，而成就高沐等人百代之名！”于是李师道猜疑，令高沐知莱州事。高沐上书夸山东煮海之饶，得其地可以富国。林英因奏事至京师，逼邸吏密报李师道：“高沐暗中向朝廷表示忠心！”李师道大怒，李文会从而构陷成功。高沐于是在迁所遇害，把郭昈囚于莱州，其血亲都迁到远地。
淮西平定，李师道开始害怕。李公度与其将李英昙劝说李师道向朝廷献三州、并且以长子入质。开始同意，不久后悔，将杀李公度。贾直言劝说李师道，于逐李英昙于莱州。未至，将他缢杀。又有崔承宠、杨偕、陈佑、崔清，都被李文会看作高沐之党。沐遇害，崔承宠等被囚禁放逐。郭昈虽不死，备受困辱。刘悟平定李师道，召李公度，握手叹息。刘悟担任滑州义成军节度使，辟郭昈、李公度为从事。元和十四年（819年）四月，唐宪宗下诏赠高沐为吏部尚书。